# Heath (Massachusetts)
Heath és una població dels Estats Units a l'estat de Massachusetts. Segons el cens del 2000 tenia 805 habitants.

## Demografia
Segons el cens del 2000, Heath tenia 805 habitants, 292 habitatges, i 212 famílies. La densitat de població era de 12,5 habitants/km².
Dels 292 habitatges en un 35,3% hi vivien nens de menys de 18 anys, en un 62,7% hi vivien parelles casades, en un 5,5% dones solteres, i en un 27,1% no eren unitats familiars. En el 19,9% dels habitatges hi vivien persones soles el 6,8% de les quals corresponia a persones de 65 anys o més que vivien soles. El nombre mitjà de persones vivint en cada habitatge era de 2,76 i el nombre mitjà de persones que vivien en cada família era de 3,19.
Per edats la població es repartia de la següent manera: un 28,7% tenia menys de 18 anys, un 5,2% entre 18 i 24, un 26,2% entre 25 i 44, un 29,6% de 45 a 60 i un 10,3% 65 anys o més.
L'edat mediana era de 39 anys. Per cada 100 dones de 18 o més anys hi havia 102,1 homes.
La renda mediana per habitatge era de 50.536 $ i la renda mediana per família de 55.938$. Els homes tenien una renda mediana de 32.188 $ mentre que les dones 25.000$. La renda per capita de la població era de 24.777$. Entorn del 6,5% de les famílies i el 9,4% de la població estaven per davall del llindar de pobresa.